# Acropora nobilis
San hô lỗ đỉnh no-bi (Acropora nobilis) là một loài san hô trong họ San hô lỗ đỉnh (Acroporidae). Loài này được Dana mô tả khoa học năm 1846.
Loài này có ở vùng biển Việt Nam.